# Oscar Egede-Nissen
Oscar Egede-Nissen (7 de marzo de 1903 - 1 de noviembre de 1976) fue un actor teatral y cinematográfico noruego, a lo largo de cuya carrera participó en decenas de filmes desde su debut en 1936, siendo el último de ellos An-Magritt (1969).

## Biografía
Siendo niño, fue llevado al centro educativo alternativo Odenwaldskolen, en Alemania. Tras comenzar sus estudios secundarios, viajó a América del Sur. Allí se dedicó a la caza de ballenas y estuvo en Buenos Aires. Acabó siendo inmigrante ilegal en los Estados Unidos, y finalmente viajó a Filipinas. Allí tuvo problemas legales y fue sentenciado a una pena de diez años. Gracias a sus conexiones con Noruega, y a la gestión del Primer Ministro Johan Ludwig Mowinckel, fue indultado tras cumplir una pena de catorce meses.
Ya de vuelta en Noruega, sus habilidades, así como sus conexiones familiares, fueron determinantes para su futor como intérprete teatral. Empezó actuando en el teatro Den nationale Scene, en Bergen, donde en 1932 participó en Hamlet, actuando junto a Magda Blanc. El resultado de su trabajo fue bueno, y determinó su futuro en el teatro.
Durante la Segunda Guerra Mundial, fue arrestado el 6 de enero de 1941, siendo enviado el 21 de febrero a la Prisión Vollan. El 17 de febrero de 1942 fue transferido al campo de concentración Bredtveit, siendo liberado el 2 de marzo.
Egede-Nissen pasó varios meses del verano de 1955 encarcelado en una prisión en Duala, Camerún. Fue debido a una pelea con resultado de muerte ocurrida en la embarcación de Oslo «Slemdal» el 3 de mayo de 1955. Tres años después actuó en el film de Arne Skouen Pastor Jarman kommer hjem, con el papel  de fogonero, relacionado con sus propias experiencias. Y, pasados otros tres años, fue un prisionero en la película Hans Nielsen Hauge (1961). Antes de la guerra había encarnado al oficial Olav Lykke en la película de Tancred Ibsen Valfångare (1939).  En Vi vil leve (1946) fue el telegrafista Harald, y también tuvo un pequeño papel en la cinta Freske fraspark, basada en los libros de Kjell Aukrust. Además de sus interpretaciones para el cine, Egede-Nissen también actuó en diferentes ocasiones  en emisiones de teatro radiofónico.
Oscar Egede-Nissen falleció en Noruega en 1976. Sus padres eran el político del Partido Comunista de Noruega Adam Egede-Nissen y su esposa, Goggi Egede-Nissen. Era hermano de los intérpretes Aud Richter, Gerd Grieg, Ada Kramm, Stig Egede-Nissen, Lill Egede-Nissen y Gøril Havrevold. Estuvo casado con la actriz Unni Torkildsen (1901–68).

## Filmografía (selección)
- 1936 : Vi bygger landet
- 1936 : Vi vil oss et land...
- 1937 : By og land hand i hand
- 1937 : Ungt blod
- 1937 : Tattarbruden
- 1939 : Valfångare
- 1940 : Vildmarkens sång
- 1942 : Nordlandets våghals
- 1943 : Vigdis
- 1943 : Den nye lægen
- 1944 : Kommer du, Elsa?
- 1946 : Jag var fånge på Grini
- 1946 : Englandsfarere
- 1951 : Skadeskutt
- 1943 : Ung frue forsvunnet
- 1954 : Shetlands-Larsen
- 1955 : Hjem går vi ikke
- 1956 : Kvinnens plass
- 1958 : Pastor Jarman kommer hjem
- 1959 : Herren och hans tjänare
- 1961 : Hans Nielsen Hauge
- 1963 : Vildanden